# Зелёная лампа (1819—1820)
«Зелёная лампа» — дружеское общество петербургской дворянской, преимущественно военной, молодёжи в 1819—1820 годах, в числе членов которого были декабристы С. П. Трубецкой, Ф. Н. Глинка, Я. Н. Толстой, А. А. Токарев, П. П. Каверин, а также А. С. Пушкин и А. А. Дельвиг. В собраниях участвовали Н. И. Гнедич, А. Д. Улыбышев, Д. Н. Барков, Д. И. Долгоруков, А. Г. Родзянко, Ф. Ф. Юрьев, И. Е. Жадовский, П. Б. Мансуров, В. В. Энгельгардт (1785—1837). Название общество получило по зелёному абажуру на лампе в комнате заседаний; символизировало «свет и надежду». Собрания (не менее 22) с весны 1819 года до осени 1820 года проходили в квартире Н. В. Всеволожского (Театральная пл., 8). По мнению П. Е. Щеголева, была «вольным литературным обществом» при декабристском «Союзе благоденствия».
С тем же названием в Париже в 1927—1940 годах действовало литературное общество, созданное по инициативе Д. С. Мережковского и З. Н. Гиппиус. Собрания парижской «Зелёной лампы» проходили по воскресеньям в квартире Мережковских.